# Association professionnelle nationale des militaires de gendarmerie
 (avril 2025).
 (mai 2025).
GendXXI est une association professionnelle nationale de militaires (APNM) française fondée en 2014. Elle est reconnue comme la première APNM constituée au sein de la gendarmerie nationale.

## Historique

### Contexte de création
Sa création a été officialisée par une publication au Journal officiel le 17 janvier 2015. Cette reconnaissance fait suite à deux arrêts de la Cour européenne des droits de l'homme (CEDH) rendus le 2 octobre 2014, condamnant l’interdiction absolue des syndicats au sein des forces armées françaises, dont la gendarmerie.
La décision de la CEDH, devenue définitive en janvier 2015, a ouvert la voie à la création d’associations professionnelles au sein des armées. GendXXI s’est constituée dans ce cadre, afin de représenter les militaires en activité dans le respect du statut général des militaires. Cette possibilité a été confirmée par la loi n° 2015-917 du 28 juillet 2015, relative à la défense des droits des militaires.
L'association a été fondée à l’initiative du lieutenant-colonel Jean-Hugues Matelly, également chercheur en sociologie militaire. Il en a été le premier président. Son premier conseil d’administration était composé de douze militaires issus de divers corps de la gendarmerie (gendarmerie départementale, mobile, garde républicaine, etc..

### Statut et objectifs
GendXXI se présente comme une structure indépendante, sans affiliation politique, religieuse ou philosophique. Elle affirme agir dans le respect des devoirs militaires et des valeurs républicaines. L'association exclut tout recours à la grève, au droit de retrait ou à la manifestation, et interdit toute prise de position sur les opérations militaires en cours.
Son objet est la défense des intérêts professionnels, matériels et moraux des militaires de la gendarmerie nationale. Cette mission inclut l'amélioration des conditions de travail, le soutien aux blessés et aux familles, et la reconnaissance statutaire des personnels. GendXXI revendique également un rôle de force de proposition sur les réformes concernant la condition militaire. Elle a notamment participé à des débats sur l'évolution des retraites militaires et sur la protection sociale des militaires en activité ou blessés.

### Activités
L'association est régulièrement auditionnée par les institutions publiques, comme lors des travaux de la commission d'enquête parlementaire sur les moyens des forces de sécurité intérieure, où son président Frédéric Le Louette a été entendu.